# Louise van Habsburg-Lotharingen

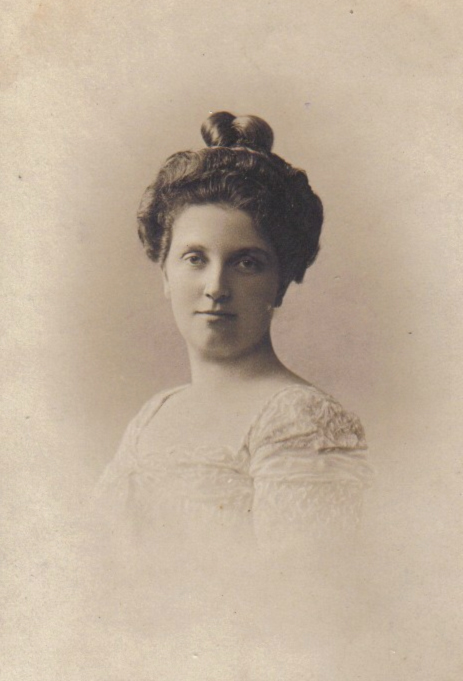
Aartshertogin Louise van Oostenrijk-Toscane

Louise Antoinette Maria Theresia van Habsburg-Lotharingen (Salzburg, 2 september 1870 - Brussel, 23 maart 1947) was de dochter van Ferdinand IV van Toscane en Alice van Bourbon-Parma. Zij was tot 1903 aartshertogin van Oostenrijk, prinses van Hongarije en Bohemen, prinses van Toscane. De Oostenrijkse keizerin nam haar in 1888 in de hoogadellijke Orde van het Sterrenkruis, een damesorde, op.
In 1891 trouwde ze met de latere koning van Saksen, Frederik August III, toen nog kroonprins. Louise wist een behoorlijke populariteit te bereiken in Saksen, mede omdat ze zich weinig aantrok van de strenge hofetiquette. In 1902 verliet ze Saksen, zwanger maar zonder haar zes kinderen. Zij ging naar Genève met een Belgische vriend, André Gillon (waarschijnlijk de vader van haar jongste dochter). In Saksen werd op 11 februari 1903 de echtscheiding uitgesproken door een "bijzonder gerechtshof". In Toscane ontmoette ze de dertien jaar jongere Italiaanse componist Enrico Toselli, waar ze in 1907 in Londen mee trouwde. Uit dit huwelijk, dat maar vijf jaar stand hield, werd ook nog een zoon geboren.
De Habsburgers schrapten haar uit de lijst van aartshertoginnen en verboden haar om het wapen van Habsburg, Habsburg-Lotharingen of Habsburg-Toscane te voeren. Haar vader verleende haar daarop de titel van "Gravin Montignoso" omdat een hoogadellijke dame in de ogen van die tijd niet zonder adellijke titel kon leven. De Saksische koning verleende haar een apanage maar hij liet zijn zoon beloven dat Louise nooit meer aan het hof mocht terugkeren. Na 1911 voerde zij de titel van "Marquise d'Ysette".
Vanaf 1912 bracht zij, na haar scheiding van Toselli, haar leven door in Brussel, waar zij onder andere als bankbeambte en docente Italiaans aan de kost kwam. Ook schreef zij haar memoires, Mijn leven, die zij vooral te boek stelde om de "wezenlijke redenen", die haar er toe brachten Dresden te verlaten, publiek te maken. Door het Saksische hof was namelijk een stevig publiciteitsoffensief aangericht waarin het losbandige leven van Louise breed werd uitgemeten. In haar boek beweert zij dat ze haar eerste man en kinderen onder dwang heeft verlaten, vooral omdat de ministers Louises populariteit onder de bevolking vreesden. Ze overleed te Elsene en werd daar op het kerkhof begraven. In 1953 werd haar stoffelijk overschot overgebracht van Elsene naar Duitsland en bijgezet in de Erlöserkirche van Hedingen; in 1965 werd het ten slotte gecremeerd en werd een urn met asresten naar Hedingen teruggebracht, en ondanks verzoeken stemde het hoofd van het Wettinse huis, Marie Emanuel niet in met een bijzetting in de grafkelder van de Wettiner in de Hofkirche van Dresden.

## Kinderen
Tijdens haar huwelijk met Frederik had ze zes kinderen; het zevende kind werd nadien geboren, maar door de koning erkend (ook al wordt getwijfeld aan diens vaderschap) :
- George, kroonprins en jezuïet (15 januari 1893 - 14 mei 1943)
- Frederik Christiaan, markgraaf van Meißen, hertog van Saksen (31 december 1893 - 8 augustus 1968), gehuwd met Elisabeth Helene von Thurn und Taxis
- Ernst Hendrik, prins van Saksen (9 december 1896 - 14 juni 1971), gehuwd met Sophie van Luxemburg, dochter van Willem IV van Luxemburg
- Maria Alix Carola, doodgeboren (22 augustus 1898)
- Margaretha Carola Wilhelmina (24 januari 1900 - 16 oktober 1962), trouwde met Frederik Victor van Hohenzollern-Sigmaringen
- Maria Alix Luitpolda (27 september 1901 - 11 december 1990), getrouwd met Frans Jozef van Hohenzollern-Sigmaringen.
- Anna Pia Monika (5 mei 1903 - 8 februari 1976)

Met Enrico had ze een zoon:
- Carlo Emanuele Toselli (7 mei 1908 - 1969)